# Tadeusz Borowski
Tadeusz Borowski (Żytomierz, 1922 – Varsòvia, 1951) va ser un escriptor i periodista polonès. Va escriure sobre el seu captiveri a Auschwitz i és considerat un autor clàssic en l'idioma polonès.

## Biografia
Borowski nasqué el 1922 dins la comunitat polonesa de Zhytomyr, Ucraïna. L'any 1926, el seu pare va ser enviat al sistema Gulag a la Carèlia soviètica. El 1930, la mare de Borowski, durant la col·lectivització soviètica, va ser deportada a Sibèria. Durant aquest temps, Tadeusz va viure amb una seva tia.
L'any 1932 Borowski i el seu germà van ser repatriats a Polònia gràcies als esforços de la Creu Roja polonesa i es van instal·lar a Varsòvia. Els seus pares van ser alliberats en la dècada de 1930.

## Experiències sota l'ocupació nazi
El 1940 Borowski acabà la seva educació secundària estudiant en un institut secret en la Polònia ja ocupada pels nazis i va iniciar estudis de literatura en la clandestina Universitat de Varsòvia. Clandestinament va publicar la seva primera col·lecció de poesies, titulada Gdziekolwiek Ziemia (On sigui a la Terra).
Borowski va ser arrestat per la Gestapo l'any 1943 i va ser empresonat a la presó de Pawiak i després transportat al camp de concentració d'Auschwitz.
Va ser forçat al treball esclau condicions en molt dures. Borowski més tard va reflectir la seva experiència en els seus escrits, en particular, va ser testimoni del trasllat de jueus des dels trens a les cambres de gas; Borowski va patir pneumònia i va ser posat a treballar en experiments mèdics nazis amb presoners humans. La seva promesa també estava empresonada a Auschwitz.
A finals de 1944, Borowski va ser traslladat finalment al camp de concentració de Dachau, d'on va ser alliberat pels soldats estatunidencs l'1 de maig de 1945.
Tornà a Polònia el 31 de maig de 1946 i es va casar amb la seva promesa el desembre de 1946.
Borowski va tornar a la prosa després de la guerra i les seves sèries de relats curts sobre la seva vida a Auschwitz es van publicar com Pożegnanie z Marią (Adéu a Maria). El seu cicle Món de Pedra descriu el període passat en camps de persones desplaçades a Alemanya immediatament després del seu alliberament de Dachau.
Treballà com periodista i s'afilià al "Partit dels Treballadors de Polònia" l'any 1948 i va confiar en el comunisme.
Se suïcidà amb el gas d'una estufa als 28 anys; la seva dona havia infantat la seva filla tres dies abans de la seva mort.